# ابينغتون بيغتس (كامبريدجشير)
ابينغتون بيغتس (بالإنجليزية: Abington Pigotts)‏ هي قرية و أبرشية مدنية تقع في المملكة المتحدة في إنجلترا. يقدر عدد سكانها بـ 162 نسمة .